# Tam Đa, Sơn Dương
Tam Đa là một xã thuộc huyện Sơn Dương, tỉnh Tuyên Quang, Việt Nam.
Xã có diện tích 15,06 km², dân số năm 1999 là 5630 người, mật độ dân số đạt 374 người/km².